# Saviniemen jalkapallostadion
Saviniemen jalkapallostadion – stadion piłkarski w Myllykoski, w Finlandii. Obiekt może pomieścić 4167 widzów. Został otwarty w 1995 roku. Swoje spotkania rozgrywa na nim drużyna Myllykosken Pallo -47.